# Skunk ape
Maimuța Skunk este o creatură folclorică asemănătoare maimuței, pretinsă să locuiască în pădurile și mlaștinile unor state din sud-estul SUA,  cel mai frecvent în Florida . Este numit astfel datorită pretinsul său aspect și miros neplăcut. Se spune că maimuța moscă seamănă cu Sasquatch din Pacificul de Nord-Vest, dar se presupune că este mai scurtă în comparație, ca având pete lungi de păr pe umeri și brațe asemănătoare unui orangutan și ca având o culoare roșu-ruginiat pătată la culoarea maro sau negru a Sasquatch-ului. Creatura este, de asemenea, uneori descrisă ca având o culoare palidă în jurul ochilor sau al feței, similar cu o gibonă .

## Istorie
Maimuța skunk a făcut parte din folclorul din Florida, Georgia și Alabama încă din perioada coloniștilor.  Mitul seminol vorbește despre o creatură asemănătoare cu miros urât, puternic din punct de vedere fizic și secret, numită Esti Capcaki, un nume care se traduce aproximativ ca „gigant canibal”.  Unul dintre primele rapoarte despre o mare creatură simiană din Florida a venit din 1818, când un raport din ceea ce este acum Apalachicola, Florida, vorbea despre o maimuță sau o maimuță de mărimea unui bărbat care făcea raiduri în magazinele alimentare și urmăreau pescarii. 
Rapoartele despre maimuța skunk au fost deosebit de frecvente în anii 1960 și 1970. În 1974, în cartierele suburbane din județul Dade, Florida, au fost raportate observații ale unei creaturi mari, păroase, urât mirositoare, asemănătoare maimuței, care alerga în poziție verticală pe două picioare. În 1977, după o explozie de observații făcute de zeci de martori oculari din mai multe județe din Florida, a fost propus legislativului statului un proiect de lege care nu a putut fi adoptat pentru a face ilegal „luarea, posesia, vătămarea sau molestarea antropoidelor sau a animalelor umanoide”. 
Anchetatorul sceptic Joe Nickell a scris că unele dintre rapoarte pot reprezenta observări ale ursului negru ( Ursus americanus )  este probabil ca alte observații să fie păcăleli sau identificarea greșită a faunei sălbatice.  Serviciul Parcului Național al Statelor Unite consideră că maimua skunk este o farsă. 

### Numele
Alte nume pentru creatură includ om de varză mlaștină, maimuță mlaștină, maimuță împuțită, Florida Bigfoot, Louisiana Bigfoot, maia myakka, swampsquatch, Swampfoot și myakka skunk maimuță . 

## În folclor și cultură populară
Maimuța skunk a fost adoptată pe scară largă în sudul și centrul Floridei ca mascotă pentru sălbăticia și cultura rurală din Florida. Criptidul a apărut în numeroase afaceri și atracții de pe drum, reclame de televiziune și semne.  În timpul pandemiei COVID-19, mai multe companii din Florida au folosit mirosul urât raportat de Skunk Ape, stimulând să rămână la distanță natura evazivă pentru a promova distanțarea socială .